# 杨异
杨异（533年—600年11月8日），字文殊，弘农郡华阴县（今陕西省华阴市）人，出自弘农杨氏越公房，北周、隋朝官员。

## 生平
杨异风度仪容美好，为人深沉稳重，有器量，童年时拜师学习，一天能背诵一千字，见到的人都深以为奇。虚龄九岁时，杨异的父亲杨俭去世，杨异为父亲守丧，悲痛的超过礼仪，几乎死去。守孝期满后，杨异断绝人情往来，闭门读书，数年之间，广泛涉猎各种图书记册。杨异历任辅国将军、中散大夫、车骑将军、宁都郡太守，很有能干的名声，获赐爵昌乐县子，又升任骠骑将军、右光禄大夫。杨异后来因为多次有军功，进爵为昌乐县侯，又以本官出任左旅大夫，封昌乐县开国公，食邑一千户。
杨坚任丞相时，杨异代理济州刺史。杨坚登基称帝后，杨异于开皇元年（581年）出任宗正少卿，加上开府。开皇二年（582年），蜀王杨秀镇守益州，朝廷为杨秀大规模选拔随从，因为杨异端方正直，出任益州总管长史，朝廷赐杨异钱二十万、缣三百匹、马五十匹送行，杨异很快升任西南道行台兵部尚书。几年后，杨异再度出任宗正少卿。开皇九年四月辛酉（589年5月18日），杨异改任工部尚书。开皇十二年九月丁未（592年10月15日），杨异出任总管吴泉括婺四州诸军事、吴州刺史，很有能干的名声。当时晋王杨广镇守扬州，隋文帝诏令杨异每年与杨广见面一次，议论评判杨广政事的长短利弊，规谏讽劝瑕疵不足。开皇二十年九月二十七日（600年11月8日），杨异在吴州去世，虚岁六十八，仁寿元年岁次辛酉十月辛亥朔廿三日（601年11月23日）归葬于华阴东原家族旧墓。

## 家庭

### 祖父
- 杨钧，北魏司空、文恭公[1]

### 父亲
- 杨俭，西魏金紫光禄大夫、夏阳莊公[1]

### 兄弟姐妹
- 杨休，隋朝大将军、泸州刺史、平武县开国公
- 杨□，北周使持节、车骑大将军、开府仪同三司、淅州刺史、夏阳县开国侯
- 杨文昇
- 杨文义，西魏辅国将军、中散大夫、都督
- 杨文勰，北周使持节、骠骑大将军、开府仪同三司、膳部大夫、广平县开国公
- 杨文举
- 杨文朗，隋朝仪同三司、滁州刺史、义兴县开国公
- 杨文雅
- 杨文若
- 杨文伟，隋朝骠骑将军、开府仪同三司、温安二州刺史、永平公
- 杨文端，北周大都督、卫王府记室参军
- 杨氏，嫁开府仪同、金城郡开国公纥豆陵善世子仪同纥豆陵荣定

### 夫人
- 穆氏[1]

### 子女
- 杨安仁
- 杨虔逊
- 杨峻，隋朝瀛州刺史

## 墓志铭
【誌蓋】大隋使持節上開府工部尚書吳州摠管昌樂公楊使君之墓誌

【誌文】大隋使持節上開府儀同三司工部尚書吳州摠管昌樂縣開國公楊使君墓誌銘并序

公諱异，字文殊，弘農華陰人也。安平入仕，與博陸而俱昇；太尉匡朝，比司徒而聯世。朱輪華袞於是克昌，鍾磬管絃由茲無絕。祖鈞，司空文恭公，懋德樹聲，光槐燮鼎；父儉，金紫光祿大夫、夏陽莊公，重道崇儒，含仁履義。公瑚璉之器，無待琢磨；廊廟之材，自天生德。一壝云基，東岳之功可想；六翮將奮，南啚之志在焉。是以孤竹流音，子野以之清聽；燋桐在爨，伯階由斯倒屣。故得聲高咸洛，譽重京華。三輔揖其風猷，五陵資其墻刃。歷官輔國將軍、中散大夫、車騎將軍、寧都太守，遷驃騎將軍、右光祿大夫，尋以本官爲左旅大夫，封昌樂縣開國公，食邑一千戶。既而納禁將登，謳歌有集，公以宗臣爰參揖讓，開皇元年爲宗正少卿。二年，爲益州摠管府長史。蕃后蜀王，以明德茂親，廣淵齊聖，初裁美錦，公實首僚。若乃莊蹻未窺，陳氷不届，固以屈膝來王，連衿請軄。尋除西南道兵部尚書，又爲宗正少卿，除工部尚書。仲英純蹇，再入紫微；子通諷議，頻腰蒼玉。十二年，出摠管吳泉括婺四州諸軍事、吳州刺史。童趨美稷，惠漸淮陽，俗康教義，民懽樂土。廿年九月廿七日薨于州鎮，春秋六十有八。以仁壽元年歲次辛酉十月辛亥朔廿三日癸酉，歸塟于舊縣華陰東原之塋，諡曰  公，禮也。公宏才博贍，傑氣高標，道蘊榮華，神凝玄寂。纓褐不殊其操，寵辱未槩其心。青雲與翠蓋同歸，皎月與英情共遠。夫人穆氏，匹惟秦晉，姆範承徽，公宮立德，魚軒從政。霜露先侵，翟服孤征，松龕獨揜，粵以其日合塟于郊。日月逾邁，陵谷貿遷，嗟金石之非永，懼蘊德於遐年。爰戒庸音，乃爲銘曰：

在鎬分源，臨河建國。仍世秉靈，實天生德。爰遣四知，乃懲三惑。袞譽風舉，王猷雖塞。

亦既挺生，篤此家聲。光參十乘，價重百城。入紆文組，出曳長纓。仁隨事積，憓與時盈。

景宿潛輝，良和揜術。白馬遵途，蒼雲沵日。低昂隴路，惆悵郊㙻。百夫懷抱，万里風烟。

摧陵爲谷，變海成田。英芳實遠，茂緒攸綿。

## 延伸阅读
[在维基数据编辑]
 《隋書·卷46》，出自魏徵《隋书》